# Dupuytrens kontraktur
Dupuytrens kontraktur eller kuskefingre er en arvelig sygdom i bindevævet som fører til fortykninger, knuder og sammentrækninger af senerne i håndfladerne og gør det umulig at strække hænderne og fingrene ud. Oftest rammes ring- og lillefingeren, som bliver fastlåst i en krum stilling. Sygdommen skyldes unormal opsamling af kollagen i bindevævet.
Dupuytrens kontraktur er mest udbredt i Norden. I Sverige, hvor sygdommen også kaldes vikingasyge, regner man med at otte procent af befolkningen har den. Dupuytrens kontraktur forekommer oftere hos mænd end kvinder.
Traditionelt er tilstanden blevet behandlet med kirurgi. En nyere metode er indsprøjtning af et enzym som opløser og gør bindevævet så blødt at patienten kan bøje fingrene.
Sygdommen er opkaldt efter den franske læge Guillaume Dupuytren som i 1831 beskrev en kirurgisk operation der kan helbrede tilstanden.

## Kendte personer med Dupuytrens kontraktur
- Bill Frindall, som fik amputeret en finger.[1]
- John Podesta[2]
- Margaret Thatcher[3]
- Michael Parks[4]
- Misha Dichter[5]
- Prins Joachim[6]
- Ronald Reagan[3]
- Bill Nighy[7]